# Dansk Melodi Grand Prix 1966
Dansk Melodi Grand Prix 1966 var det tiende Danske Melodi Grand Prix, og fandt sted 6. februar 1966 i Tivolis Koncertsal i København. Værten var Annette Fåborg.
Vinderen blev "Stop, mens legen er god" sunget af Ulla Pia, som blev nummer 14 i Eurovision Song Contest samme år.

## Deltagere
| Nr. | Sang                      | Sanger          | Sangskriver(e)               | Points | Placering |
| --- | ------------------------- | --------------- | ---------------------------- | ------ | --------- |
| 1   | "Salami"                  | Gustav Winckler | Gunnar M. Pedersen           | 1      | 5         |
| 2   | "Melodien kan findes"     | Annette Blegvad | Vilfred Kjær                 | 9      | 3         |
| 3   | "Mon Coeur"               | Sussie Faber    | Kurt Ard                     | 16     | 2         |
| 4   | "Hjerte for hjerte"       | Dario Campeotto | Georg Lemke, Susanne Palsbo  | 1      | 5         |
| 5   | "Lille veninde"           | Ib Hansen       | Herman Hoffmark, Helge Hampe | 9      | 3         |
| 6   | "Stop, mens legen er god" | Ulla Pia        | Erik Kaare Petersen          | 27     | 1         |

## Eksterne kilder og henvisninger
- Dansk Melodi Grand Prix 1966 (Webside ikke længere tilgængelig)

| Musik | Spire Denne musikartikel er en spire som bør udbygges. Du er velkommen til at hjælpe Wikipedia ved at udvide den. |